# Gomparou
Gomparou är ett arrondissement i kommunen Banikoara i Benin. Den hade 12 934 invånare år 2002.